# Charlie Salt
Charles Francis "Charlie" Salt (Heanor, Derbyshire, 17 december 1913 - Douglas, 7 juni 1957) was een Brits motorcoureur. 
Charlie Salt woonde in Streetly, hij was gehuwd en had een zoon. 

## Racecarrière
Charlie Salt begon met racen toen hij al 32 jaar oud was. Dat had er waarschijnlijk mee te maken dat er tijdens de Tweede Wereldoorlog niet geracet werd.

### 1946-1950
Hij begon zijn racecarrière in 1946 toen hij met Nortons in de Manx Grand Prix startte. De Manx Grand Prix is een wedstrijd voor amateurs die in het najaar wordt georganiseerd op de Snaefell Mountain Course op het eiland Man. Hij reed altijd in de top tien en toen hij in 1948 vierde werd in de 350cc-Junior Race en derde in de 500cc-Senior Race, promoveerde hij in het seizoen 1949 naar de meer professionele Isle of Man TT die meetelde voor het wereldkampioenschap wegrace. In dat jaar werd hij ook tweede in de Ulster Grand Prix. In 1950 racete hij met Velocettes.

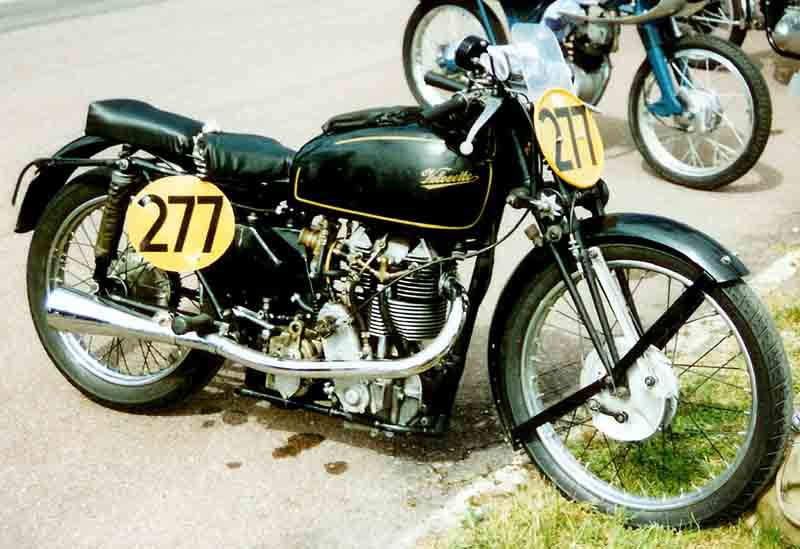
Velocette KTT Mk VIII

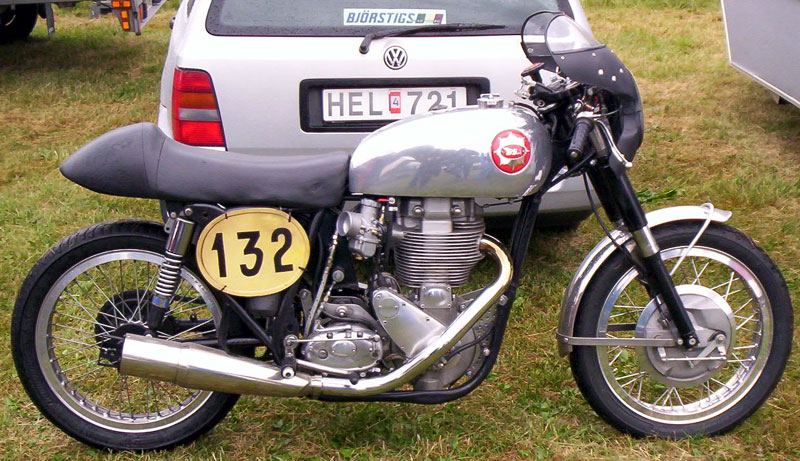
BSA Gold Star uit 1954

### 1951-1956
Hij werd in 1951 testrijder voor BSA, maar daardoor werden zijn kansen op goede resultaten wel veel kleiner, want de BSA Gold Star-stoterstangenmotoren waren niet opgewassen tegen de veel snellere Norton Manx. Zijn racecarrière werd eigenlijk bijzaak, hij werkte samen met constructeur Bert Hopwood aan de ontwikkeling van de BSA-motorfietsen. In 1952 werd hij slechts achttiende in de Senior TT, maar hij was daarmee wel de snelste BSA-rijder en dat was hij ook toen hij in 1953 zestiende werd. Een opmerkelijk resultaat was zijn derde plaats in de 125cc-Ulster Grand Prix van 1952. Het was heel moeilijk om in Ulster de verplichte zes deelnemers aan de start te krijgen, en in 1952 waren er dat slechts vier: Cecil Sandford en Bill Lomas voor MV Agusta en Carlo Ubbiali en Cromie McCandless voor Mondial. De race kon dus niet doorgaan, tenzij er twee extra starters werden gevonden. Voor MV Agusta was dat belangrijk, want Sandford kon zijn wereldtitel veilig stellen en waarschijnlijk was dat de reden dat plotseling Harvey Williams en Charlie Salt met een MV Agusta 125 Bialbero aan de start stonden. Salt werd dus derde, maar feitelijk ook laatste, want slechts drie rijders haalden de finish. De opzet van MV Agusta slaagde: Sandford werd inderdaad wereldkampioen. 

### 1957

#### Overlijden
In de Golden Jubilee TT van 1957 werd hij 31e (opnieuw beste BSA-rijder) in de Junior TT. Vanwege het jubileum werd de Senior TT voor het eerst over acht ronden verreden. In de laatste ronde reed hij omstreeks 14.00 uur door Gorse Lea toen zijn machine begon te slingeren, waarschijnlijk door een vastgeslagen versnellingsbak. Salt raakte een lage stenen muur en een betonnen paal. Hij werd door de lucht geslingerd en raakte bekneld tussen een beuk en de muur. Hij werd door toeschouwers uit zijn beknelling gehaald. Een vanaf Ballacraine toegesnelde arts vond hem bewusteloos met diverse rugblessures. Charlie Salt kwam genoeg bij kennis om te vragen wat er gebeurd was. Hij werd met een ambulance naar Nobles Hospital in Douglas gebracht, waar hij zuurstof en bloed kreeg toegediend. Desondanks overleed hij om 15.30 uur. Charlies vrouw en zoon waren op dat moment in Douglas, waar ze de races bij de TT Grandstand gevolgd hadden.

## Wereldkampioenschap wegrace resultaten
| Jaar | Klasse | Team      | Motorfiets            | 1       | 2       | 3       | 4     | 5       | 6     | 7       | 8     | 9     | Punten | Plaats | Overwinningen | Wereldkampioen                                 |
| ---- | ------ | --------- | --------------------- | ------- | ------- | ------- | ----- | ------- | ----- | ------- | ----- | ----- | ------ | ------ | ------------- | ---------------------------------------------- |
| 1949 | 350 cc | Privé     | Velocette KTT Mk VIII | IOM 28  | ZWI -   | NED -   | BEL - | ULS 2   |       |         |       |       | 8      | 7e     | 0             | Freddie Frith, Velocette KTT Mk VIII           |
| 1949 | 500 cc | Privé     | Norton 30M            | IOM DNF | ZWI -   | NED -   | BEL - | ULS -   | NAT - |         |       |       | 0      | -      | 0             | Les Graham, AJS E90                            |
| 1950 | 350 cc | Privé     | Velocette KTT Mk VIII | IOM 28  | BEL 5   | NED DNF | ZWI - | ULS -   | NAT - |         |       |       | 2      | 14e    | 0             | Bob Foster, Velocette KTT Mk VIII              |
| 1950 | 500 cc | Privé     | Velocette             | IOM 43  | BEL DNF | NED DNF | ZWI - | ULS DNF | NAT - |         |       |       | 0      | -      | 0             | Umberto Masetti, Gilera 500 4C                 |
| 1951 | 125 cc | BSA       | Bantam                |         | ZWI -   | IOM 13  |       |         | FRA - | ULS -   | NAT - |       | 0      | -      | 0             | Carlo Ubbiali, Mondial 125 Bialbero            |
| 1951 | 350 cc | BSA       | ZB32 Gold Star        | SPA -   | ZWI -   | IOM DNF | BEL - | NED -   | FRA - | ULS -   | NAT - |       | 0      | -      | 0             | Geoff Duke, Norton 40M                         |
| 1951 | 500 cc | BSA       | ZB34 Gold Star        | SPA -   | ZWI -   | IOM DNF | BEL - | NED -   | FRA - | ULS DNF | NAT - |       | 0      | -      | 0             | Geoff Duke, Norton 30M                         |
| 1952 | 125 cc | MV Agusta | 125 Bialbero          |         | IOM -   | NED -   |       | DUI -   | ULS 3 | NAT -   | SPA - |       | 4      | 10e    | 0             | Cecil Sandford, MV Agusta 125 Bialbero         |
| 1952 | 250 cc | Privé     | Pike-Rudge            | ZWI -   | IOM 10  | NED -   |       | DUI -   | ULS - | NAT -   |       |       | 0      | -      | 0             | Enrico Lorenzetti, Moto Guzzi Gambalunghino    |
| 1952 | 350 cc | Privé     | Velocette KTT Mk VIII | ZWI -   | IOM DNF | NED -   | BEL - | DUI -   | ULS - | NAT -   |       |       | 0      | -      | 0             | Geoff Duke, Norton 40M                         |
| 1952 | 500 cc | BSA       | ZB34 Gold Star        | ZWI -   | IOM 18  | NED -   | BEL - | DUI -   | ULS - | NAT -   | SPA - |       | 0      | -      | 0             | Umberto Masetti, Gilera 500 4C                 |
| 1953 | 350 cc | BSA       | BB32 Gold Star        | IOM DNF | NED -   | BEL -   | DUI - | FRA -   | ULS - | ZWI -   | NAT - |       | 0      | -      | 0             | Fergus Anderson, Moto Guzzi Monocilindrica 350 |
| 1953 | 500 cc | BSA       | BB34 Gold Star        | IOM 16  | NED -   | BEL -   | DUI - | FRA -   | ULS 9 | ZWI -   | NAT - | SPA - | 0      | -      | 0             | Geoff Duke, Gilera 500 4C                      |
| 1954 | 350 cc | BSA       | CB32 Gold Star        | FRA -   | IOM 23  | ULS -   | BEL - | NED -   | DUI - | ZWI -   | NAT - | SPA - | 0      | -      | 0             | Fergus Anderson, Moto Guzzi Monocilindrica 350 |
| 1954 | 500 cc | BSA       | CB34 Gold Star        | FRA -   | IOM 22  | ULS -   | BEL - | NED -   | DUI - | ZWI -   | NAT - | SPA - | 0      | -      | 0             | Geoff Duke, Gilera 500 4C                      |
| 1955 | 350 cc | BSA       | DB32 Gold Star        |         | FRA -   | IOM 17  | DUI - | BEL -   | NED - | ULS -   | NAT - |       | 0      | -      | 0             | Bill Lomas, Moto Guzzi Monocilindrica 350      |
| 1955 | 500 cc | BSA       | DB34 Gold Star        | SPA -   | FRA -   | IOM DNF | DUI - | BEL -   | NED - | ULS -   | NAT - |       | 0      | -      | 0             | Geoff Duke, Gilera 500 4C                      |
| 1956 | 350 cc | BSA       | DBD32 Gold Star       | IOM 32  | NED -   | BEL -   | DUI - | ULS -   | NAT - |         |       |       | 0      | -      | 0             | Bill Lomas, Moto Guzzi Monocilindrica 350      |
| 1956 | 500 cc | BSA       | DBD34 Gold Star       | IOM DNF | NED -   | BEL -   | DUI - | ULS -   | NAT - |         |       |       | 0      | -      | 0             | John Surtees, MV Agusta 500 4C                 |
| 1957 | 350 cc | BSA       | DBD32 Gold Star       | DUI -   | IOM 31  | NED -   | BEL - | ULS -   | NAT - |         |       |       | 0      | -      | 0             | Keith Campbell, Moto Guzzi Monocilindrica 350  |
| 1957 | 500 cc | BSA       | DBD34 Gold Star       | DUI -   | IOM (†) | NED -   | BEL - | ULS -   | NAT - |         |       |       | 0      | -      | 0             | Libero Liberati, Gilera 500 4C                 |

## Trivia

### BSA's verkopen
In 1951 demonstreerde Bert Hopwood de BSA Super Flash voor de Franse Gendarmerie. De Fransen wilden een motorfiets waarmee een rechtopzittende rijder 100 mijl per uur kon halen. Dat kon niet met een Super Flash, maar Charlie Salt en Bill Nicholson losten dat op door de machine plat op de tank liggend op snelheid te brengen in het beboste deel van het Autodrome de Linas-Montlhéry. Als ze uit het bos kwamen en weer zichtbaar werden gingen ze vlug rechtop zitten. 